# Kanton Pléneuf-Val-André
Pléneuf-Val-André is een kanton van het Franse departement Côtes-d'Armor. Het kanton maakt deel uit van de  arrondissementen Saint-Brieuc (5) en Dinan (10).

## Gemeenten
Het kanton Pléneuf-Val-André omvatte tot 2014 de volgende 5 gemeenten:
- Erquy
- Planguenoual
- Pléneuf-Val-André (hoofdplaats)
- Plurien
- Saint-Alban

Bij de herindeling van de kantons door het decreet van 13 februari 2014 werden daar 10 gemeenten uit het opgeheven kanton Matignon aan toegevoegd, namelijk:
- La Bouillie
- Fréhel
- Hénanbihen
- Matignon
- Pléboulle
- Plévenon
- Ruca
- Saint-Cast-le-Guildo
- Saint-Denoual
- Saint-Pôtan